# Meridia (kosarz)
Meridia – rodzaj kosarzy z podrzędu Laniatores i rodziny Manaosbiidae.

## Występowanie
Przedstawiciele rodzaju występują w północnej części Ameryki Południowej.

## Systematyka
Opisano dotąd zaledwie 2 gatunki z tego rodzaju:
- Meridia palpalis Roewer, 1913
- Meridia gracilis (Roewer, 1913)